# Saint-Symphorien-des-Monts
Saint-Symphorien-des-Monts är en kommun i departementet Manche i regionen Normandie i norra Frankrike. Kommunen ligger i kantonen Le Teilleul som tillhör arrondissementet Avranches. År 2018 hade Saint-Symphorien-des-Monts 125 invånare.

## Befolkningsutveckling
Antalet invånare i kommunen Saint-Symphorien-des-Monts
| Referens: INSEE |